# Abbas 1. af Persien
Shāh ‘Abbās den store (persisk: شاه عَباس بُزُرگ; 27. januar 1571 – 19. januar 1629), eller Shāh ‘Abbās I, var Shah af Iran og regnes generelt for den stærkeste leder af Safavideriget.[kilde mangler] Han var tredje søn af Mohammed Khodabanda.
Abbas kom på tronen i en urolig tid i Iran. Under hans svage far blev landet splittet mellem de forskellige fraktioner af Qizilbash-hæren, der bl.a. dræbte Abbas' mor og storebror. Irans fjender, Det Osmanniske Rige og usbekerne, udnyttede det politiske kaos til at erobre dele af landet. I 1587 afsatte en af Qizilbashs ledere, Murshid Qoli Khan, Mohammed Khodabanda i et kup og indsatte hans søn, den 16-årige Abbas, på tronen. Men Abbas var ingen marionet, og snart tog han selv magten. Han reducerede Qizilbash's indflydelse i regeringen og militæret og reformerede hæren, så han kunne bekæmpe osmannerne og usbekerne og generobre Irans tabte provinser. Han tog også land tilbage fra portugiserne og mogulerne. Abbas var en stor bygherre og flyttede landets hovedstad fra Qazvin til Isfahan.

## Enevælde

### Abbas tager kontrol
Riget som Abbas arvede var i en desperat tilstand. Osmannerne havde besat store områder i vest og nord-vest, og uzbekerne havde halvdelen af Khorasan i nordøst. Iran blev sønderrevet af de forskellige fraktioner af Qizilbash, der havde hånet kongens autoritet ved at dræbe dronningen i 1579 og storvesiren i 1583.
Først hævnede Abbas sin mors mord ved at henrette tre af hovedmændene og landsforvise fire andre. Hans næste udfordring var at frigøre sig fra Murshid Qoli Khan. Imens uzbekerne fortsatte deres erobring af Khorasan, hørte Abbas, at de belejrede hans gamle ven Ali Qoli Khan Shamlu i Herat. Han bønfaldt Murshid om at gribe ind. Af frygt for at få en rival gjorde Murshid intet før Herat var faldet, og usbekere havde slagtet hele befolkningen. Abbas planlagde at hævne drabet på Ali Qoli Khan og han fik fire Qizilbash ledere til at dræbe Murshid den 23. juli 1589. Uden Murshid kunne Abbas nu regere Iran.
Abbas besluttede at genoprette ro og orden i Iran, før han tog fat på de udenlandske angribere. Til dette formål indgik han en ydmygende fredstraktat med osmannerne i 1589-1590, som gav dem provinserne Aserbajdsjan, Karabagh, Gandja og Qarajadagh samt dele af Georgien, Luristan og Kurdistan.

### Omdannelse af militæret
Abbas have brug for tid til at reformere militæret inden han effektivt kunne konfrontere de ottomanske og usbekiske hære.
Abbas forøgede bl.a. antallet af kanoner han havde rådighed over, så kan kunne bruge op til 500 kanoner i et enkelt slag. Abbas fik også mulighed for at trække på militære råd fra en række europæiske udsendinge, særligt den engelske eventyrer Sir Anthony Shirley og hans bror Robert Shirley, der ankom i 1598 som udsendinge fra Jarlen af Essex på en uofficiel mission for at overtale Persien til at gå ind i en anti-Ottomansk alliance. Sir Anthony Shirley rejste sammen med sin persiske hustru Teresa Sampsonia på flere diplomatiske missioner til Europa på vegne af Persien og Abbas 1.